# OSSA 230 Sport
L'OSSA 230 Sport, comercialitzada als Estats Units com a Wildfire, fou un model de motocicleta de turisme fabricat per OSSA entre 1966 i 1969. Es tractava d'una extrapolació de la 175 Sport, el primer model que havia creat Eduard Giró com a cap de prototips d'OSSA el 1964. Duia, per tant, el mateix motor de dos temps monocilíndric refrigerat per aire, ara apujat a 230,91 cc. En tota la resta, estètica inclosa, la moto era pràcticament idèntica a la darrera versió de l'anterior model, la 175 SE.
La gran fiabilitat, rendiment i resistència del nou motor de l'OSSA 230 Sport fa que aquesta moto hagi estat considerada sovint la millor motocicleta mai fabricada per OSSA. A més a més, d'aquell motor se'n van derivar tots els futurs models de fora d'asfalt d'OSSA: el mateix any del seu llançament, 1967, l'empresa va presentar els nous models Enduro, Stiletto (de motocròs) i Pluma (de trial), punt de partida per al creixement de la marca en aquest segment del negoci i l'orientació cap al mercat nord-americà.
D'altra banda, l'OSSA 230 Sport ha passat a la història de les 24 Hores de Montjuïc arran de la victòria que hi obtingueren a l'edició de 1967 Carles Giró i Luis Yglesias, la darrera d'una motocicleta de la categoria dels 250cc en aquesta emblemàtica cursa.

## Història

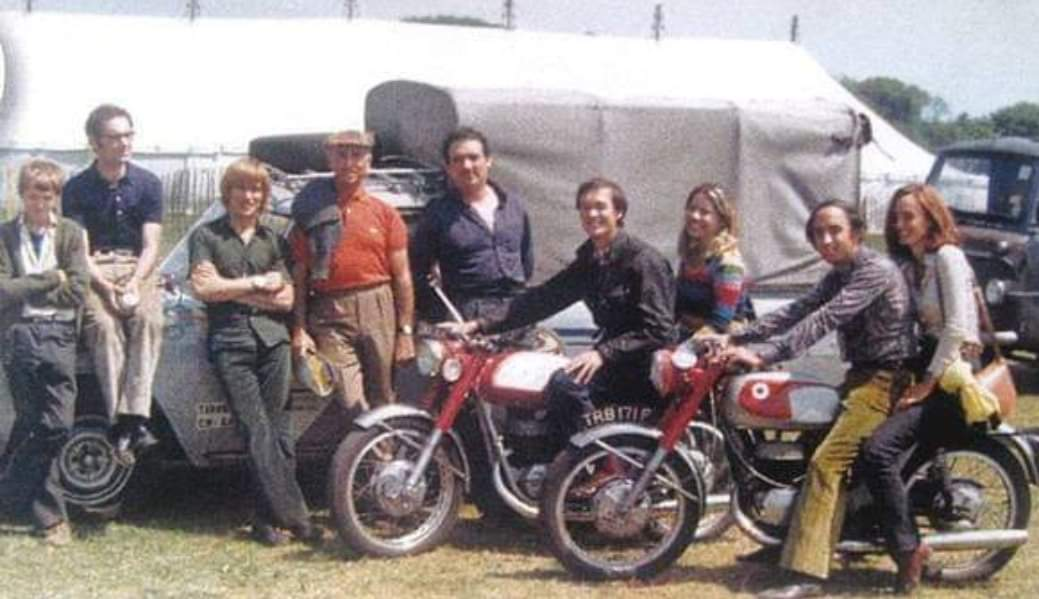
A la dreta: Carles Giró amb la seva parella en una OSSA 230 Sport, envoltats d'amics d'OSSA al TT de Man de

A començaments de la dècada del 1960, el boom dels petits automòbils utilitaris, especialment el SEAT 600, va començar a arraconar l'ús de la motocicleta com a vehicle de transport diari. Tal com varen haver de fer nombrosos fabricants arreu d'Europa, OSSA va mirar d'adaptar-se a la situació tot replantejant el seu model de negoci. La solució va ser incentivar el vessant esportiu de la motocicleta com a vehicle de lleure. El 1964, l'empresa va llançar el seu primer model enfocat a aquesta nova filosofia, la 175 Sport, la qual va ser desenvolupada per Eduard Giró a partir de la 160 creada per l'italià Sandro Colombo un any abans.
Poc després del llançament de la 175 Sport, els principals competidors d'OSSA, Montesa i Bultaco, van començar a desenvolupar versions més potents dels seus respectius models esportius. El 1966, Montesa va presentar la Impala Sport 250 i Bultaco, la Metralla 250 Mk2. A banda, Mototrans va llançar el mateix any la "Ducati 24 Horas", una 250 de quatre temps esportiva. OSSA no es va quedar enrere i aquell any mateix, Eduard Giró va apujar el motor de la 175 fins a deixar-lo en 230,91 cc, amb la qual cosa obtingué una potència de 25 CV a 7.000 rpm i una velocitat màxima de 140 km/h.

## La victòria a les 24 Hores de Montjuïc
Un cop desenvolupada la nova 230, OSSA es va proposar d'obtenir-hi algun èxit esportiu de ressò. Si bé la 175 Sport havia demostrat ser competitiva, li mancava palmarès. Aquesta vegada, l'empresa va decidir de centrar els seus esforços en aconseguir la victòria en una de les curses de referència dins el món del motociclisme català i internacional, les 24 Hores de Montjuïc. De cara a l'edició de 1967 hi va inscriure dos equips de fàbrica al manillar de sengles 230 Sport. El principal el formaven el cosí d'Eduard, Carles Giró, i el cosí d'aquest, Luis Yglesias i el segon, Pere Millet i Josep Maria Palomo. Mentre Giró-Yglesias hi participaren amb un prototip de fàbrica modificat, Millet-Palomo ho varen fer amb una 230 Sport de sèrie, sense cap canvi (duia fins i tot el silenciador original).

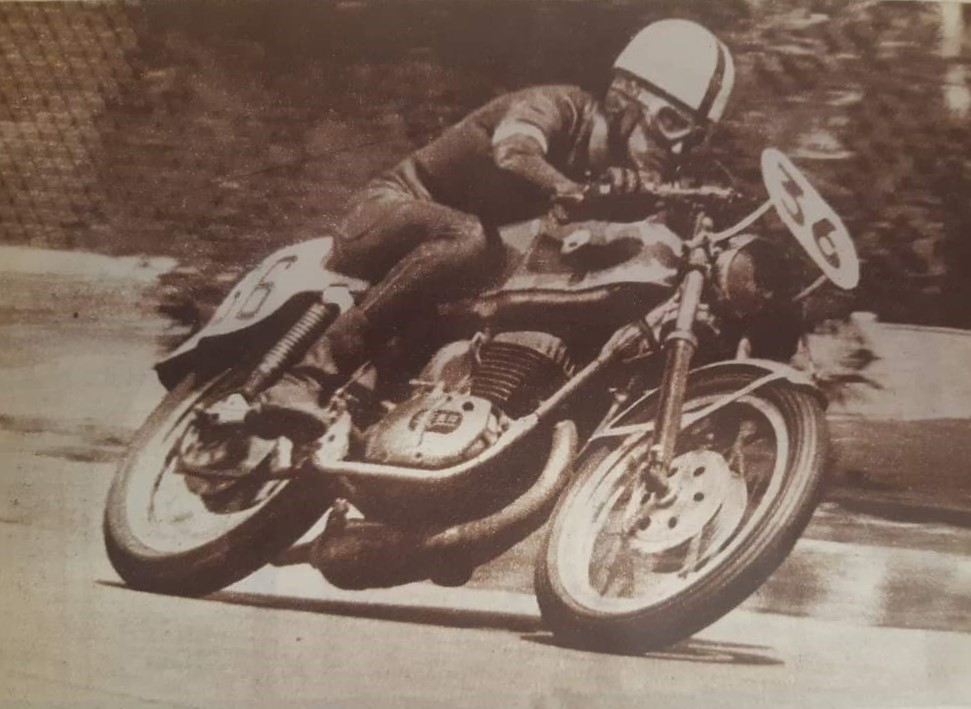
Luis Yglesias amb l'OSSA 230 a les 24 Hores de Montjuïc de 1967

Per la seva banda, el prototip que pilotaren Giró i Yglesias, preparat per Eduard Giró, es basava també en el model de sèrie, tot i que amb els retocs adients per a augmentar-ne la potència, que arribava als 30 CV. La moto tenia poques diferències més amb el model de carrer, tret dels elements que se li van treure per tal de rebaixar-ne el pes i el dipòsit, més gran per a augmentar-ne l'autonomia.
Cal dir que, fins aleshores, OSSA no havia participat gaire sovint a les 24 Hores de Montjuïc. A les quatre primeres edicions no hi va presentar cap equip, ja que aleshores només disposava d'un model de 125 cc. El 1959, finalment, hi va inscriure dos equips amb sengles prototips de la futura 175 GT de motor Moto Morini, l'un format per Walter Tassinari i Juan "Tey" Elizalde i l'altre, per Conrad Cadirat i Enric Palero. Malauradament, Cadirat es va morir en un accident en topar amb un altre pilot en plena cursa. OSSA restà tan afectada que es va retirar de les competicions de motociclisme de velocitat i no va tornar a inscriure cap altre equip a les 24 Hores fins a l'edició de 1967, amb motiu de la promoció de la 230 Sport.
Les 24 Hores de Montjuïc de 1967 van resultar un èxit per a OSSA. La victòria de Giró-Yglesias amb la 230 va ser la primera i única de la marca en aquesta cursa i, també, la darrera d'una moto de 250cc. A més, el rècord assolit pels catalans de 662 voltes al circuit de Montjuïc (a una mitjana de 104,663 km/h) va trigar dos anys a ser superat. Per acabar-ho d'arrodonir, el segon equip de la marca, Millet-Palomo, va situar l'OSSA 230 Sport de sèrie al tercer lloc de la general, just darrere de la Triumph dels britànics Colin Dixon i Mick Andrew.

## Característiques
Estèticament, la 230 Sport era molt semblant a la 175 SE de 1965, amb idèntic dipòsit, far i forquilla anterior acabats en vermell. El bastidor, de doble bressol, era gris metal·litzat en comptes de negre com a la 175 i les tapes de filtre vermelles d'aquella es van canviar per un carenat posterior també gris, semblant al de la Montesa Impala. Tot i l'excel·lència d'aquesta moto, el llançament de la 250 Sport el 1969 va fer que se n'arribessin a fabricar ben poques, al voltant de 700 (segons alguna font, van ser exactament 670 unitats).
Fitxa tècnica
| OSSA 230 Sport | OSSA 230 Sport                    |
| --- | --------------------------------- |
| Id. Model | B28                               |
| Núm. Sèrie | B280001                           |
| Anys | 1967 - 1969                       |
| CC | 230,91                            |
| Diàmetre x Carrera | 60,9 x 60 mm                      |
| Compressió | ?                                 |
| CV | 25 a 7.000 rpm                    |
| Carburador | Amal                              |
| Canvi | 4 velocitats                      |
| Suspensió davant | Forquilla telescòpica             |
| Suspensió darrera | Amortidors hidràulics             |
| Pneumàtic davant | 3,00 x 18                         |
| Pneumàtic darrera | 3,00 x 18                         |
| Frens davant | Tambor 158 mm                     |
| Frens darrera | Tambor 158 mm                     |
| Pes en sec | 94 Kg                             |
| Capacitat dipòsit | 15 l                              |
| Pintura dipòsit | Gris amb franja interior vermella |
| \| • Altres \| \| ------------------------------------------------------ \| \| - Encesa: Volant magnètic - Velocitat màxima: 140 km/h \| |                                   |
| • Altres |                                   |
| - Encesa: Volant magnètic - Velocitat màxima: 140 km/h                                                                                   |                                   |